# Motomondiale 1983
La stagione 1983 è stata la trentacinquesima del motomondiale; per quanto riguarda il calendario, rispetto all'anno precedente sparirono il Gran Premio motociclistico d'Argentina per problemi economici di gestione e quelli di Finlandia e di Cecoslovacchia i cui circuiti furono considerati troppo pericolosi. La novità fu però rappresentata dal primo gran premio africano, quello del Sudafrica corso sul circuito di Kyalami. In conseguenza a tutte queste modifiche le prove si ridussero da 14 a 12.

## Il contesto
La novità regolamentare più importante fu la sparizione dalle competizioni della classe 350; i titoli assegnati furono pertanto ridotti a 5, 4 in singolo più quello dei sidecar. Nessuna variazione invece in merito ai punteggi e alla loro assegnazione.
Ai primi quattro posti della classe 500 si piazzarono altrettanti piloti statunitensi alla guida di motociclette di case diverse: Freddie Spencer ottenne il titolo in sella ad una Honda precedendo Kenny Roberts su Yamaha e Randy Mamola su Suzuki.
In classe 250, vittoria per il venezuelano Carlos Lavado, in una classe che vide otto piloti vincere almeno un GP degli undici disputati. Nella ottavo di litro, ennesimo titolo per Ángel Nieto, mentre nella classe 50 Stefan Dörflinger, a bordo della Krauser (società che aveva acquisito il reparto corse della Kreidler fallita l'anno precedente) riuscì ancora a mettersi davanti a Eugenio Lazzarini. Lo svizzero sarà l'ultimo campione del mondo della 50, classe che dalla stagione seguente sarebbe stata sostituita dalla classe 80. Quarto titolo nei sidecar per Rolf Biland.
Il campionato fu funestato da diversi incidenti fatali. Al Gran Premio di Francia persero la vita il giapponese Iwao Ishikawa e lo svizzero Michel Frutschi, al Gran Premio di Jugoslavia lo svizzero Rolf Rüttimann, mentre al Gran Premio di Gran Bretagna il britannico Norman Brown e lo svizzero Peter Huber.

## Il calendario
| Data Resoconto        | Gran Premio (Circuito)                   | Vincitori         | Vincitori         | Vincitori           | Vincitori       | Vincitori                         | Vincitori |
| Data Resoconto        | Gran Premio (Circuito)                   | classe 50         | classe 125        | classe 250          | classe 500      | sidecar                           |           |
| 19 marzo Resoconto    | GP del Sudafrica (Kyalami)               |                   |                   | Jean-François Baldé | Freddie Spencer |                                   |           |
| 3 aprile Resoconto    | GP di Francia (Le Mans)                  | Stefan Dörflinger | Ricardo Tormo     | Alan Carter         | Freddie Spencer | Rolf Biland Kurt Waltisperg       |           |
| 24 aprile Resoconto   | GP delle Nazioni (Monza)                 | Eugenio Lazzarini | Ángel Nieto       | Carlos Lavado       | Freddie Spencer |                                   |           |
| 8 maggio Resoconto    | GP della Germania Ovest (Hockenheimring) | Stefan Dörflinger | Ángel Nieto       | Carlos Lavado       | Kenny Roberts   | Egbert Streuer Bernard Schnieders |           |
| 22 maggio Resoconto   | GP di Spagna (Jarama)                    | Eugenio Lazzarini | Ángel Nieto       | Hervé Guilleux      | Freddie Spencer |                                   |           |
| 29 maggio Resoconto   | GP d'Austria (Salisburgo)                |                   | Ángel Nieto       | Manfred Herweh      | Kenny Roberts   | Rolf Biland Kurt Waltisperg       |           |
| 12 giugno Resoconto   | GP di Jugoslavia (Fiume)                 | Stefan Dörflinger | Bruno Kneubühler  | Carlos Lavado       | Freddie Spencer |                                   |           |
| 25 giugno Resoconto   | GP d'Olanda (Assen)                      | Eugenio Lazzarini | Ángel Nieto       | Carlos Lavado       | Kenny Roberts   | Rolf Biland Kurt Waltisperg       |           |
| 3 luglio Resoconto    | GP del Belgio (Spa)                      |                   | Eugenio Lazzarini | Didier de Radiguès  | Kenny Roberts   | Rolf Biland Kurt Waltisperg       |           |
| 31 luglio Resoconto   | GP di Gran Bretagna (Silverstone)        |                   | Ángel Nieto       | Jacques Bolle       | Kenny Roberts   | Egbert Streuer Bernard Schnieders |           |
| 6 agosto Resoconto    | GP di Svezia (Anderstorp)                |                   | Bruno Kneubühler  | Christian Sarron    | Freddie Spencer | Rolf Biland Kurt Waltisperg       |           |
| 5 settembre Resoconto | GP di San Marino (Imola)                 | Ricardo Tormo     | Maurizio Vitali   |                     | Kenny Roberts   | Rolf Biland Kurt Waltisperg       |           |

## Sistema di punteggio e legenda
| Pos.  | 1  | 2  | 3  | 4 | 5 | 6 | 7 | 8 | 9 | 10 | 11> |
| ----- | -- | -- | -- | - | - | - | - | - | - | -- | --- |
| Punti | 15 | 12 | 10 | 8 | 6 | 5 | 4 | 3 | 2 | 1  | 0   |

## Le classi

### Classe 500
| Pos. | Costruttore | Punti |
| ---- | ----------- | ----- |
| 1    | Honda       | 158   |
| 2    | Yamaha      | 154   |
| 3    | Suzuki      | 98    |

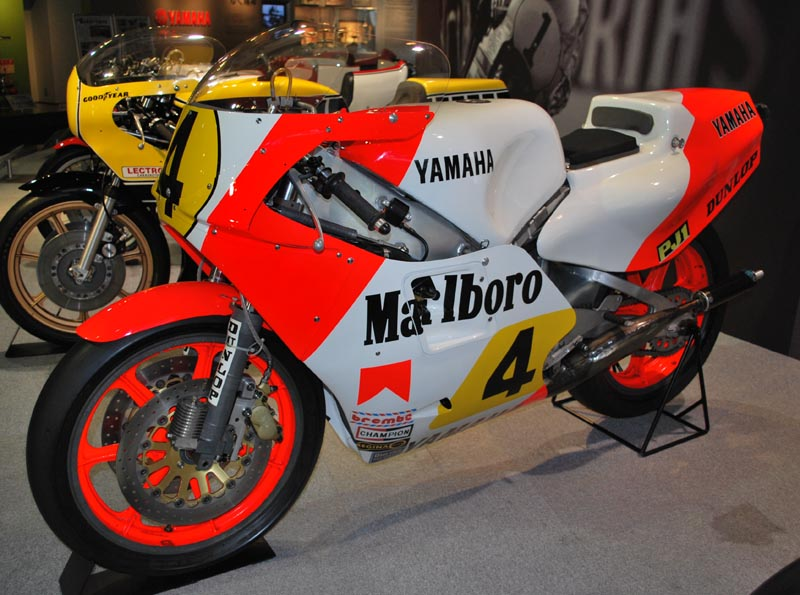
La Yamaha OW70 di Roberts.

Tra le particolarità dell'annata vi fu una classifica molto corta dove, nonostante una buona partecipazione di concorrenti, solo 20 piloti riuscirono ad ottenere punti.
La battaglia della stagione 1983 per il titolo della classe 500 tra Freddie Spencer a bordo della Honda NS 500 e Kenny Roberts a bordo della Yamaha YZR 500 fu uno dei momenti più appassionanti dell'intera storia del motomondiale, insieme al duello del 1967 tra Agostini ed Hailwood. Come sedici anni prima, il titolo si decise solo all'ultima gara, il GP di San Marino, sul circuito di Imola. Spencer e Roberts dominarono la classe, vincendo entrambi sei delle dodici gare in programma (la 500 fu l'unica presente in tutte le occasioni), lasciando il terzo, Randy Mamola, a più di 50 punti di distacco. Nonostante la vittoria di Roberts a Imola, il titolo andò a Spencer: fu il primo titolo nella 500 per la Honda.
Analogo dualismo tra le due case motociclistiche giapponesi si è avuto anche nel campionato costruttori, con la Honda che ha preceduto di quattro punti la Yamaha.
Il detentore del titolo piloti Franco Uncini dovette invece accontentarsi dell'ottavo posto, interrompendo oltretutto la stagione prima del termine a causa di un incidente. La prova britannica fu interrotta poco dopo il via e venne data una seconda partenza.
Al termine della stagione Kenny Roberts annunciò il suo ritiro dal motomondiale.

Classifica piloti (prime 5 posizioni)
| Pos. | Pilota            | Moto   |     |     |     |   |   |     |   |   |   |   |   |   | P.ti |
| ---- | ----------------- | ------ | --- | --- | --- | - | - | --- | - | - | - | - | - | - | ---- |
| 1    | Freddie Spencer   | Honda  | 1   | 1   | 1   | 4 | 1 | Rit | 1 | 3 | 2 | 2 | 1 | 2 | 144  |
| 2    | Kenny Roberts     | Yamaha | 2   | 4   | Rit | 1 | 2 | 1   | 4 | 1 | 1 | 1 | 2 | 1 | 142  |
| 3    | Randy Mamola      | Suzuki | 5   | Rit | 2   | 8 | 4 | 3   | 2 | 4 | 3 | 3 | 7 | 5 | 89   |
| 4    | Eddie Lawson      | Yamaha | 8   | Rit | 3   | 9 | 6 | 2   | 3 | 5 | 5 | 4 | 5 | 3 | 78   |
| 5    | Takazumi Katayama | Honda  | Rit | Rit | 5   | 2 | 3 | 4   | 5 | 2 | 4 | 6 | 3 |   | 77   |
| Pos. | Pilota            | Moto   |     |     |     |   |   |     |   |   |   |   |   |   | P.ti |

| Legenda                                                                        | 1º posto        | 2º posto        | 3º posto | A punti      | Senza punti        | Grassetto=Pole position Corsivo=Giro più veloce |
| Legenda                                                                        | Gara non valida | Non qualificato | Ritirato | Squalificato | "-" Dato non disp. | Grassetto=Pole position Corsivo=Giro più veloce |
| Fonte dei dati: motogp.com, racingmemo.free.fr, autosport.com, jumpingjack.nl. |                 |                 |          |              |                    |                                                 |

### Classe 250
| Pos. | Costruttore     | Punti |
| ---- | --------------- | ----- |
| 1    | Yamaha          | 138   |
| 2    | Chevallier      | 106   |
| 3    | Kawasaki        | 63    |
| 4    | Rotax Real      | 40    |
| 5    | Bartol          | 26    |
| 6    | Pernod          | 25    |
| 7    | Rotax Armstrong | 19    |
| 8    | Rotax Kobas     | 10    |
| 9    | MBA             | 7     |
| 10   | Morena          | 5     |
| 11   | Rotax EMC       | 1     |

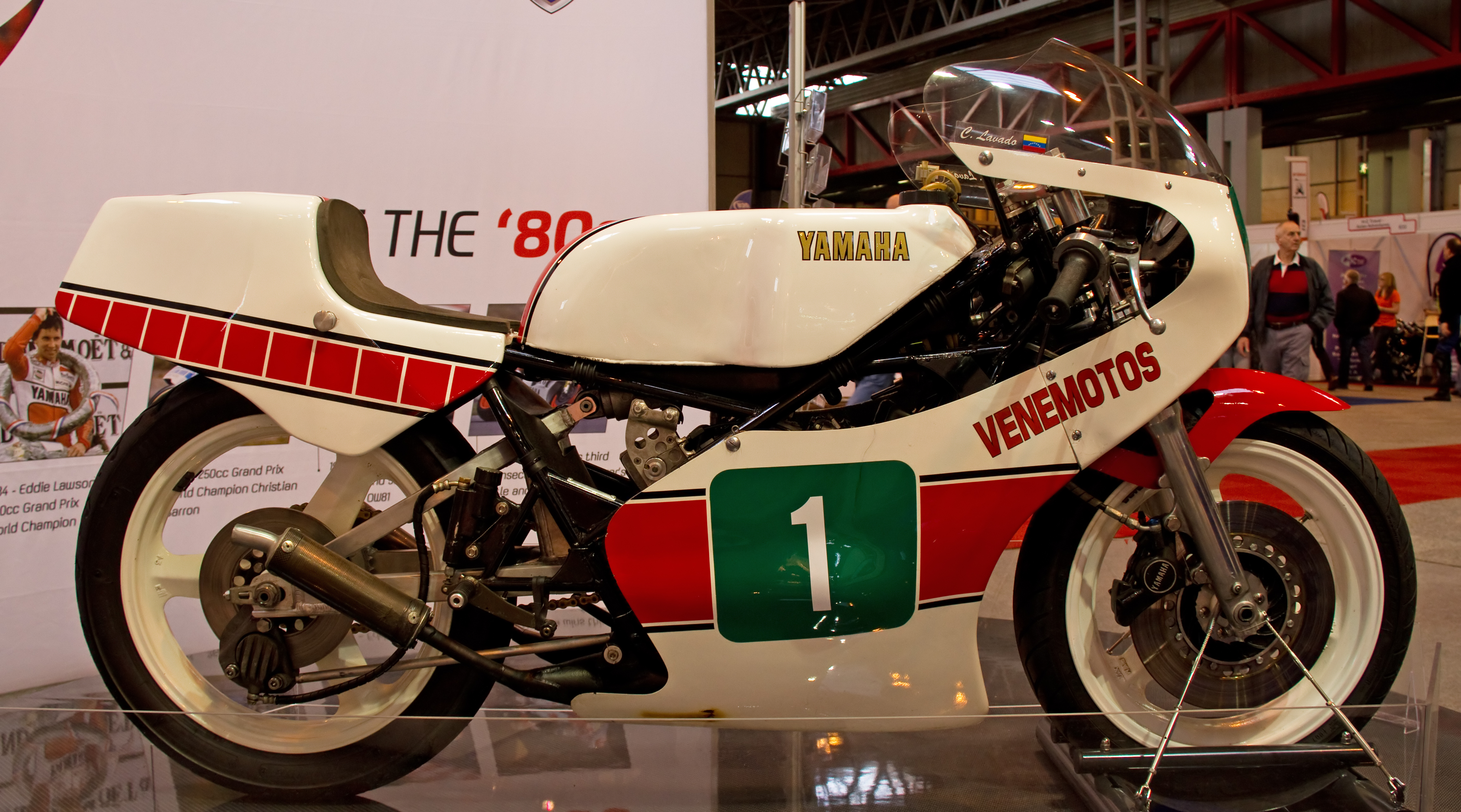
La Yamaha YZR 250 del team Venemotos Racing, con la quale Lavado vinse il titolo mondiale.

La classe 250 non fu presente nell'ultimo gran premio di San Marino e sulle 11 prove si videro 4 vittorie da parte di Carlos Lavado su Yamaha che ottenne il titolo iridato piloti. Nessun altro pilota riuscì ad ottenere più di una vittoria.
Sempre la Yamaha vinse il titolo costruttori con 138 punti, con la Chevallier (che schierava una moto equipaggiata dal motore Yamaha) seconda con 106.
Il Gran Premio motociclistico d'Austria fu avversato dal maltempo e la gara si svolse in due manche con il risultato finale ottenuto per somma di tempi.

Classifica piloti (prime 5 posizioni)
| Pos. | Pilota             | Moto              |     |     |     |     |     |   |     |     |   |     |    |    | P.ti |
| ---- | ------------------ | ----------------- | --- | --- | --- | --- | --- | - | --- | --- | - | --- | -- | -- | ---- |
| 1    | Carlos Lavado      | Yamaha            | 7   | Rit | 1   | 1   | 7   | 7 | 1   | 1   | 3 | 4   | 3  | NE | 100  |
| 2    | Christian Sarron   | Yamaha            | Rit | Rit | Rit | 7   | 2   | 4 | 2   | Rit | 2 | 3   | 1  | NE | 73   |
| 3    | Didier de Radiguès | Chevallier-Yamaha | 2   | 4   | 9   | 3   | Rit | 2 | Rit | 7   | 1 | 9   | 8  | NE | 68   |
| 4    | Hervé Guilleux     | Kawasaki          | 3   | -   | 6   | 12  | 1   | 6 | Rit | 3   | 5 | Rit | 2  | NE | 63   |
| 5    | Thierry Espié      | Chevallier-Yamaha | 11  | 9   | 2   | Rit | 5   | 3 | 15  | 6   | 4 | 2   | 13 | NE | 55   |
| Pos. | Pilota             | Moto              |     |     |     |     |     |   |     |     |   |     |    |    | P.ti |

| Legenda                                                                        | 1º posto        | 2º posto        | 3º posto | A punti      | Senza punti        | Grassetto=Pole position Corsivo=Giro più veloce |
| Legenda                                                                        | Gara non valida | Non qualificato | Ritirato | Squalificato | "-" Dato non disp. | Grassetto=Pole position Corsivo=Giro più veloce |
| Fonte dei dati: motogp.com, racingmemo.free.fr, autosport.com, jumpingjack.nl. |                 |                 |          |              |                    |                                                 |

### Classe 125
| Pos. | Costruttore | Punti |
| ---- | ----------- | ----- |
| 1    | MBA         | 128   |
| 2    | Garelli     | 105   |
| 3    | Sanvenero   | 40    |

La Garelli 125 GP guidata da Nieto.

Con il titolo ottenuto nell'ottavo di litro Ángel Nieto raggiunse il terzo successo consecutivo nella classe e il dodicesimo in totale della carriera. Anche in questa occasione fu anche il pilota con più vittorie nelle singole prove (6 sulle 11 previste) precedendo piuttosto nettamente Bruno Kneubühler su MBA e il compagno di squadra alla Garelli Eugenio Lazzarini. Il titolo riservato ai costruttori fu della MBA.

Classifica piloti (prime 5 posizioni)
| Pos. | Pilota            | Moto    |    |     |     |     |    |     |     |     |     |     |    |     | P.ti |
| ---- | ----------------- | ------- | -- | --- | --- | --- | -- | --- | --- | --- | --- | --- | -- | --- | ---- |
| 1    | Ángel Nieto       | Garelli | NE | Rit | 1   | 1   | 1  | 1   | 11  | 1   | 2   | 1   | NQ | Rit | 102  |
| 2    | Bruno Kneubühler  | MBA     | NE | 7   | 5   | 4   | 5  | Rit | 1   | 3   | Rit | 2   | 1  | Rit | 76   |
| 3    | Eugenio Lazzarini | Garelli | NE | Rit | 2   | 2   | 2  | 2   |     | 7   | 1   |     |    |     | 67   |
| 4    | Maurizio Vitali   | MBA     | NE | 3   | Rit | 5   | 4  | 6   | 2   | Rit | Rit | 9   | 10 | 1   | 59   |
| 5    | Ricardo Tormo     | MBA     | NE | 1   | 4   | Rit | 10 | 11  | Rit | 2   | 3   | Rit | 5  | Rit | 52   |
| Pos. | Pilota            | Moto    |    |     |     |     |    |     |     |     |     |     |    |     | P.ti |

| Legenda                                                                        | 1º posto        | 2º posto        | 3º posto | A punti      | Senza punti        | Grassetto=Pole position Corsivo=Giro più veloce |
| Legenda                                                                        | Gara non valida | Non qualificato | Ritirato | Squalificato | "-" Dato non disp. | Grassetto=Pole position Corsivo=Giro più veloce |
| Fonte dei dati: motogp.com, racingmemo.free.fr, autosport.com, jumpingjack.nl. |                 |                 |          |              |                    |                                                 |

### Classe 50
Anche nella sua ultima stagione della storia, la classe 50 fu quella che si svolse sul minor numero di prove, solo 7 presenze in 12 gran premi. La lotta per il titolo piloti fu la stessa dell'anno precedente e terminò con lo stesso risultato con lo svizzero Stefan Dörflinger su Krauser che precedette Eugenio Lazzarini su Garelli. Al terzo posto giunse Claudio Lusuardi su Moto Villa.
I primi due piloti furono anche quelli che ottennero il maggior numero di vittorie, 3 ciascuno, lasciando il primo posto solo a San Marino in cui si impose Ricardo Tormo. L'ultimo titolo riservato ai costruttori fu della Garelli.
Classifica piloti (prime 5 posizioni)
| Pos. | Pilota              | Moto       |    |     |    |     |   |    |     |     |    |    |    |     | P.ti |
| ---- | ------------------- | ---------- | -- | --- | -- | --- | - | -- | --- | --- | -- | -- | -- | --- | ---- |
| 1    | Stefan Dörflinger   | Krauser    | NE | 1   | 11 | 1   | 2 | NE | 1   | 2   | NE | NE | NE | 2   | 81   |
| 2    | Eugenio Lazzarini   | Garelli    | NE | 2   | 1  | 2   | 1 | NE | NP  | 1   | NE | NE | NE | NP  | 69   |
| 3    | Claudio Lusuardi    | Moto Villa | NE | Rit | 2  | Rit | 4 | NE | Rit | 4   | NE | NE | NE | 3   | 38   |
| 4    | Hans Spaan          | Kreidler   | NE | Rit | 5  | 6   | 7 | NE | 2   | 9   | NE | NE | NE | 6   | 34   |
| -    | George Looijesteijn | Kreidler   | NE | 6   | 3  | 4   | 6 | NE | 5   | Rit | NE | NE | NE | Rit | 34   |
| Pos. | Pilota              | Moto       |    |     |    |     |   |    |     |     |    |    |    |     | P.ti |

| Legenda                                                                        | 1º posto        | 2º posto        | 3º posto | A punti      | Senza punti        | Grassetto=Pole position Corsivo=Giro più veloce |
| Legenda                                                                        | Gara non valida | Non qualificato | Ritirato | Squalificato | "-" Dato non disp. | Grassetto=Pole position Corsivo=Giro più veloce |
| Fonte dei dati: motogp.com, racingmemo.free.fr, autosport.com, jumpingjack.nl. |                 |                 |          |              |                    |                                                 |

### Classe sidecar
Classifica equipaggi (prime 5 posizioni)
| Pos. | Pilota                            | Moto          |    |   |    |   |    |   |    |   |   |   |   |   | P.ti |
| ---- | --------------------------------- | ------------- | -- | - | -- | - | -- | - | -- | - | - | - | - | - | ---- |
| 1    | Rolf Biland/Kurt Waltisperg       | LCR-Yamaha    | NE | 1 | NE | - | NE | 1 | NE | 1 | 1 | 4 | 1 | 1 | 98   |
| 2    | Egbert Streuer/Bernard Schnieders | LCR-Yamaha    | NE | - | NE | 1 | NE | 3 | NE | - | 2 | 1 | 2 | 4 | 72   |
| 3    | Werner Schwärzel/Andreas Huber    | Seymaz-Yamaha | NE | 3 | NE | - | NE | 2 | NE | 2 | 4 | 6 | 3 | 3 | 67   |
| 4    | Alain Michel/Claude Monchaud      | LCR-Yamaha    | NE | - | NE | 2 | NE | 6 | NE | - | 3 | 2 | 5 | 2 | 57   |
| 5    | Masato Kumano/Kunio Takeshima     | LCR-Yamaha    | NE | 4 | NE | 9 | NE | - | NE | 3 | 5 | 7 | 7 | 6 | 39   |
| Pos. | Pilota                            | Moto          |    |   |    |   |    |   |    |   |   |   |   |   | P.ti |

| Legenda                                                                        | 1º posto        | 2º posto        | 3º posto | A punti      | Senza punti        | Grassetto=Pole position Corsivo=Giro più veloce |
| Legenda                                                                        | Gara non valida | Non qualificato | Ritirato | Squalificato | "-" Dato non disp. | Grassetto=Pole position Corsivo=Giro più veloce |
| Fonte dei dati: motogp.com, racingmemo.free.fr, autosport.com, jumpingjack.nl. |                 |                 |          |              |                    |                                                 |